# Madársóska
A madársóska (Oxalis) a madársóska-virágúak (Oxalidales) rendjébe és a madársóskafélék (Oxalidaceae) családjába tartozó névadó nemzetsége.

## Jellemzői
Tőkéje gumós, levele 3-4 ágú, a fényingerekre reagál. Virága sárga vagy fehér, öttagú. A termés tokja hártyás, ötrekeszű, azon belül a magnak még külön húsos, éretten rugalmasan felpattanó héja is van.
Szára, levelei a bennük felhalmozódó kalcium-oxalát kristályoktól savanykás ízűek, amint erre a „sósdi” név is utal. Másik két népi nevét (heresóska, lóheresóska) a lóherééhez hasonló alakú és állású leveleiről kapta. Az ókori kelta, illetve germán kultúrában ez a növény volt a szerencse szimbóluma, és csak miután a tömeges erdőirtások drasztikusan megritkították állományát, akkor vette át tőle ezt a szerepet a lóhere (Trifolium repens).

## Elterjedése
A mintegy 545 faj többsége Afrika déli részén és Amerikában terem; nálunk csak néhány honos:
- erdei madársóska (Oxalis acetosella L., 1753)
- parlagi madársóska (Oxalis dillenii)
- felálló madársóska (Oxalis stricta)
- szerencsehere (Oxalis tetraphylla)
- szürke madársóska (Oxalis corniculata)

A sárga és a szürke madársóska szívós gyomnövényként az egész országban elterjedt.
Cukor képződik a Dél-Amerikában, kiváltképp Chilében honos Oxalis tuberosa Mol. retek alakú gyökerében, ezért ezeket „oka”, illetve „okapataha” néven termesztik és eszik.
A Mexikóban és Peruban honos is Oxalis tuberosa gumója a burgonyáéhoz hasonlít. Termesztik; leveléből salátát készítenek, vastag szárából kristályos sóskasavat állítanak elő. Viszont a savanyú levelét salátának vagy takarmánynak használják; évente 3-4-szer kaszálható.
Az Oxalis tetraphylla (Cav.) észak-amerikai fajt ernyős, lila virágzata miatt kerti dísznövénynek termesztik.
Az Oxalis stricta L. észak-amerikai és az Oxalis corniculata L. dél-európai fajokat egy időben hazánkban is megpróbálták zöldségnövényként termeszteni; helyenként mindkettő kivadult.

## Névváltozatok
- nyúlkenyér
- heresóska
- lóheresóska
- sósdi[1]